# Alfenus chrysophaeus
Alfenus chrysophaeus là một loài nhện trong họ Salticidae.
Loài này thuộc chi Alfenus. Alfenus chrysophaeus được Eugène Simon miêu tả năm 1903.